# みのなが
みのながは、吉本興業に所属していたお笑いコンビ。共に大阪NSC11期生。1992年結成。2000年解散。

## メンバー
美濃 昌輝（みの まさき、1973年9月13日 - ）
ボケ、ネタ作り担当。大阪府吹田市出身。北陽高等学校卒業。
2024年9月現在ジェイコム北関東 埼玉県央局長。
嘗ての芸人仲間たちの催し物・披露宴・または自身の結婚式にも同期の芸人が多数参加したりと、現在も交流を持っている。
長岡 大祐（ながおか だいすけ、1974年1月10日 - ）
ツッコミ担当。広島県出身。北陽高等学校卒業。
しばらく活動を停止していたが、近年は作家「長岡マホロ」としてソラトニワステーション梅田やYouTube配信番組などへの出演、活動を再開している。

## 概要
1992年4月に北陽高等学校の同級生同士で結成、2000年6月解散。解散後は、2人とも芸能界を引退している。
「たじる&エレジー」、「美濃・長岡」（みの・ながおか）というコンビ名を経て、芸人仲間から「みのなが」と言われていたのをそのままコンビ名にした。

## 主な受賞歴
- 第17回（1996年）ABCお笑い新人グランプリ優秀新人賞 - 「美濃・長岡」時代

## 出演

### テレビ
- 爆笑オンエアバトル （NHK）戦績0勝1敗 最高289KB
- すんげー!Best10（朝日放送）
- PUSH!（朝日放送）GUEST LIVE
- おもしろレンタルビデオ スピルバーガー（朝日放送）
- 爆笑BOOING（関西テレビ放送）5週勝ち抜きチャンピオン
- オールザッツ漫才（毎日放送）1994年 - 1999年
- ゴールド・ラッシュ!（フジテレビジョン）※吉本に入る前に大阪代表として出演。